# Derek Tran
Derek Truyen Tran (né le 22 décembre 1980) est un avocat et homme politique américain qui est représentant des États-Unis pour le 45e district de Californie depuis 2025. Membre du Parti démocrate, Tran est le troisième Américain d'origine vietnamienne à être élu au Congrès et le premier à représenter la Californie.

## Jeunesse
Tran est né dans le comté de Los Angeles, en Californie, le 22 décembre 1980. Fils de réfugiés vietnamiens, Tran grandit dans la vallée de San Gabriel. Son père a fui le Vietnam après la chute de Saïgon en 1975, comme boat-people. Leur bateau a chaviré, tuant sa première femme et ses enfants. Plus tard, son père retourne au Vietnam où il rencontre la mère de Tran, après quoi ils immigrent ensemble aux États-Unis.
À l'âge de 18 ans, Tran s'enrôle dans l'armée américaine,. Il sert pendant huit ans. Par la suite, Tran fréquente l'université Bentley, où il obtient un BS et un JD de la faculté de droit de l'université Glendale. En 2012, il s'installe dans le comté d'Orange, en Californie.

## Carrière
Tran travaille comme avocat depuis 2014 ; il a créé son propre cabinet d'avocats appelé Tran Firm à Huntington Beach en 2020, spécialisé dans les dommages corporels et le droit du travail. En 2023, Feher Law, un cabinet de Torrance, acquiert le cabinet de Tran.
Tran siège au conseil d'administration de la Consumer Attorneys Association of America. Il est également commissaire de la circulation pour Orange. Avec sa femme, il est copropriétaire d'une pharmacie à Anaheim.

## Chambre des représentants des États-Unis
Fin 2023, Tran annonce sa candidature à la primaire multipartite de 2024 dans le 45e district du Congrès de Californie. En mars, la titulaire républicaine Michelle Steel termine première ; Tran obtient la deuxième place aux élections générales en devançant Kim Nguyen-Penaloza de 366 voix.
Steel briguait un troisième mandat. Le district est considéré comme un « district de bataille ». La campagne de Tran met l'accent sur le rôle central de son identité américano-vietnamienne dans sa candidature, car le district englobe des parties des comtés de Los Angeles et d'Orange et est un district où la majorité de la population est issue de minorités, incluant les villes de Westminster et de Garden Grove, qui comptent principalement des communautés américano-vietnamiennes, ainsi qu'Artesia et Cerritos, où les Américains d'origine asiatique constituent globalement la population la plus importante,,.
Tran bat Steel aux élections générales, après une campagne âpre, par seulement 653 voix sur près de 316 000 voix exprimées, dans un scrutin qui est l'un des plus serrés du cycle électoral.